# Pleione yunnanensis
Pleione yunnanensis är en växtart i släktet Pleione och familjen orkidéer. Den beskrevs först av Robert Allen Rolfe som Coelogyne yunnanensis, och fick sitt nu gällande namn av samme Rolfe.

## Hybrider
Arten kan hybridisera med andra arter i släktet:
- med P. bulbocodioides; hybriden kallas P. × taliensis[2]
- med P. forrestii; hybriden kallas P. × christianii[3]

## Utbredning
Arten förekommer vilt i södra Kina och norra Myanmar. Den odlas även som krukväxt i andra delar av världen.